# Oestrophasia sabroskyi
Oestrophasia sabroskyi är en tvåvingeart som först beskrevs av Guimaraes 1977.  Oestrophasia sabroskyi ingår i släktet Oestrophasia och familjen parasitflugor.
Artens utbredningsområde är Florida. Inga underarter finns listade i Catalogue of Life.